# 秋山輝吉
秋山 輝吉（あきやま てるよし、1971年12月25日 - ）は、日本の男子射撃選手。宮城県出身。栗駒町立栗駒中学校、宮城県岩ヶ崎高等学校卒業。宮城県警察所属。
韓国、釜山で開催された2002年アジア競技大会では25mラピッドファイヤーピストル個人6位、25mラピッドファイヤーピストル団体4位、25mセンターファイヤーピストル個人15位、25mセンターファイヤーピストル団体8位、25mスタンダードピストル個人16位、25mスタンダードピストル団体8位。
カタール、ドーハで開催された2006年アジア競技大会では8種目に出場、男子25mラピッドファイアーピストル個人5位、男子25mラピッドファイアーピストル団体銀メダル、男子25mセンターファイアーピストル個人13位、男子25mセンターファイアーピストル団体4位、男子25mスタンダードピストル個人17位、男子25mスタンダードピストル団体8位、男子10mエアーピストル個人19位、男子10mエアーピストル団体5位の成績を残した。
広州市で開催された2010年アジア競技大会代表、男子25mラピッドファイアーピストル個人6位、男子25mセンターファイアーピストル個人21位、男子25mセンターファイアーピストル団体6位。
2013年に開催されたISSFワールドカップ個人戦（25メートル）にて優勝。